# フェバリット
株式会社フェバリットは、恐竜や海洋生物のフィギュアなどの関連商品等の輸出入及び販売を行う卸売企業。滋賀県彦根市に本社を置く。

## 沿革
- 2001年8月、キントー内にフェバリット事業部として設立。
- 同年9月からオリジナルフィギュアダイナソーシリーズ発売。
- 2003年3月からスポーティングゲーム発売。
- 2004年7月からダイナソーソフトモデルシリーズ、海洋フィギュア MARINE LIFEシリーズ発売。

- 2004年9月フェバリットとして分社化。

- 2005年12月にオープンエア・ファーニチャーComfyを発売。